# Mi hombre
«Mi hombre» es una canción interpretada de la agrupación mexicana femenina Pandora extraído originalmente de su tercer álbum de estudio Huellas (1987). Fue escrita por Diego Difelisatti y J.R. Florez. Esta canción otra de las más conocidos de la agrupación y del propio disco.
En 2022 volvieron a cantar la canción en vivo junto con la agrupación mexicana Flans para el tour Inesperado Tour, junto a otros éxitos más y de Flans.

## Lista de canciones

### CD - Promo[6]
| Mi hombre — Single |                 |          |  |
| N.º                | Título          | Duración |  |
| 1.                 | «Mi hombre»     | 4:15     |  |
| 2.                 | «Causa perdida» | 3:50     |  |

## Posiciones en las listas
| Listas                                     | Posición |
| ------------------------------------------ | -------- |
| Estados Unidos Billboard Hot Latin Tracks  | 49       |
| Estados Unidos Billboard Latin Pop Airplay | 28       |